# Масловський Іван Оверкович
Масловський Іван Оверкович (21 січня 1915, с. Заслучне − 23 січня 2000) — Герой Соціалістичної Праці.

## Біографія
Після закінчення семирічної школи вступив в Дзеленецький зоотехнічний технікум, який закінчив у 1934 році. Трудову діяльність розпочав дільничним зоотехніком у Красилівському районі, потім працював директором Кульчинівської міжрайонної інкубаторної станції. В роки німецької окупації брав участь в русі опору, за що нагороджений медаллю «Партизан Вітчизняної війни» I ступеня.
Після звільнення рідного села від окупантів був мобілізований на фронт, мав поранення.
У 1945 році односельці обрали Івана Оверковича головою колгоспу. Упродовж 40 років очолював багатогалузеве господарство. З кожним роком колгосп міцнів, розвивався, зводилися новобудови.
Починаючи з 1956 року колгосп «Радянська Україна» був постійним учасником Всесоюзної виставки народного господарства в Москві. Три роки підряд колгосп заносився на дошку пошани виставки, був нагороджений орденом Трудового Червоного Прапора.
1965 року колгосп виростив на круг по 30,2 цнт. зернових, в тому числі по 35,1 цнт. пшениці, цукрових буряків одержано по 325 цнт.,а в 1964 році по 413 цнт., 2 роки підряд колгосп виконував план цієї культури на 125,7 %.
Великих успіхів було досягнуто і в розвитку тваринництва. В 1965 році на 100 га сільгоспугідь вироблено молока по 460 цнт., м'яса 44,5 цнт.
Указом Президії Верховної Ради СРСР від 31 грудня 1965 року за успіхи, досягненні в підвищенні урожайності, збільшення виробництва і заготівлі цукрового буряка Масловському Івану Оверковичу присвоєно звання Героя Соціалістичної Праці з врученням найвищої нагороди — ордена Леніна та медалі «Золота Зірка».